# La Liga de 1962–63
A La Liga de 1962–63 foi a 32º edição da Primeira Divisão da Espanha de futebol. Com 16 participantes, o campeão foi o Real Madrid.